# Iodanthus pinnatifidus
Iodanthus pinnatifidus là một loài thực vật có hoa trong họ Cải. Loài này được (Michx.) Steud. mô tả khoa học đầu tiên năm 1840.